# 威弗山
86°58′S 153°50′W / 86.967°S 153.833°W
威弗山是南極洲的山峰，處於威爾伯山以西3公里，屬於橫貫南極山脈的一部分，海拔高度2,780米，該山峰在1934年12月由美國探險隊發現，人類首次在1934年12月登頂。